# のーぶる☆わーくす
『のーぶる☆わーくす』は2010年12月24日にゆずソフトより発売された18禁恋愛アドベンチャーゲームである。
本作は、一般市民である主人公が大企業の御曹司の影武者となって名門校に通い、そこで出会った女性達と恋仲になるという物語である。ゆずソフトの5周年記念作品で、第5作目となる作品である。
本作品からSD原画にこもわた遙華を起用しており、2023年現在の最新作「天使☆騒々 RE-BOOT!」に至るまで一貫してこもわたがSD原画を担当している。

## ゲームシステム
本作は恋愛アドベンチャーゲームであり、主人公である藤島 匠の視点から紡がれる文章をプレイヤーは読み進めていく。文章は小説のように地の文と会話文から構成される。ゲームを進めていくことでプレイヤーは特別なCGを閲覧できる。本作にはCGやBGMを鑑賞できる機能が搭載されており、ゲームを1回以上クリアするとこの機能を使用出来るようになる。
本作は選んだ選択肢により異なった結末に向かって物語が進むゲームである。ゲームを進めていくとある時点でゲームが中断し、選択肢が表示される。選んだ選択肢によって物語の道筋が変わり、ある特定の結末に物語が進む。本作の物語には主に6つの道筋があり、それぞれの物語で1人の女性の話が展開する。全ての物語を読むには、プレイヤーはゲームを複数回やり直し、違う選択肢を選んで違う道筋に進む必要がある。

## あらすじ
本作の主人公・藤島 匠はある日、大富豪の息子であり自分と瓜二つの外見をした兼元 朱里と偶然に出会う。後に朱里の姉である兼元 灯里とも匠は対面し、暴漢に狙われている朱里の影武者をして欲しいと灯里から頼まれる。金銭的事情から匠は影武者の仕事を引き受ける。匠は兼元家の屋敷で使用人として働きながら、朱里に扮して大富豪の子女が学ぶ六麓学院に通うという生活を始める。影武者としての生活を通じて、匠は6人の女性達——匠が扮する朱里の姉・兼元 灯里、兼元家の使用人・月山 瀬奈、六麓学院理事長の孫娘・正宗 静流、元庶民で匠の知り合い・国広 ひなた、実家が暴力団である同級生・長光 麻夜、六麓学院の教師であり匠の担任・安綱 蛍——と交流を始める。匠はやがて一人の女性と親密な仲になっていく。

### 灯里ルート
朱里に扮する生活に慣れ始めた頃、匠は女生徒から告白される。告白の事実を知った灯里は、自身の嫉妬心から匠への恋を自覚する。瀬奈の後押しにより匠と灯里は互いに恋心を打ち明け、2人は付き合い始める。恋人同士となった2人の仲は進展して匠は灯里を抱こうとするが灯里に拒まれる。実は灯里は庶子であり、兼元家に居場所を作ろうと何年も躍起になっていた。自身が政略結婚の道具となることすら灯里は当然と考えていた。そのため、匠に抱かれそうになった際には、純潔を失うことで兼元家での居場所がなくなるという恐れが生じたのだった。やがて灯里はこの恐怖心を克服し、匠と灯里はついに結ばれる。
そんな折に灯里の父・兼元 伊角が交通事故に遭い意識不明となる。伊角が経営する会社の取締役が匠と灯里の前に現れ、伊角も了承していると騙り灯里に政略結婚を勧める。伊角が経営する会社は経営不振にあり、他企業と提携しなければならない状況にあった。強引な態度に不信感を抱いた匠は、友人達の力を借りて取締役について調べ始める。取締役は横領を行っており、提携先を自分の息がかかった会社にすることで横領の発覚を防ごうと企んでいた。匠達はその証拠をつかみ、取締役を追放する。
取締役の追放後に伊角は意識を取り戻し、灯里と伊角は互いの本音を語り合う。伊角の経営する会社は正宗グループと提携することが決まる。やがて朱里は病院から退院し、匠の影武者生活は終了する。そこからさらに一年が流れ、灯里の卒業に合わせて匠は求婚し、灯里はそれを了承する。

### 瀬奈ルート
瀬奈と一緒に働くうちに、匠は彼女の家庭環境を知る。瀬奈の父母は既に他界しており、親戚の家に引き取られていた時期があった。しかし、親戚の家に馴染めなかった瀬奈は、父母と親交のあった兼元家に住み込みで働くことを選んだのであった。こうした経緯のため家族の愛情に飢えていた瀬奈は、匠に父の面影を感じるようになる。匠は父の役割を求める瀬奈に対して恋心を打ち明けるのを躊躇う。しかし、最終的には想いを伝えて瀬奈に受け入れられ、2人は付き合い始める。
そんな折に、瀬奈は親戚から再び一緒に暮らさないかと提案される。灯里は瀬奈に親戚と一緒に住んだ方がいいと述べる。瀬奈は、親戚の家に行くことを選んだ場合、今度は兼元家での居場所もなくなるのではないかという不安に襲われる。こうした瀬奈の不安心を取り除くために匠は一計を案じ、瀬奈が思い悩んで家出をしたように見せかける。家出を信じた灯里は、瀬奈がいなくなると嫌だという本音を打ち明ける。それを影で聞いていた瀬奈は、自分の居場所が確かにあることに気が付き安堵する。瀬奈は親戚の家に行かずに兼元家に残ることを選ぶ。
一連の騒動が終わった後、匠は瀬奈に求婚をする。瀬奈はそれを受け入れ、準備が整ったら結婚をすることを了承する。そこから時間が流れ、匠の影武者生活最後の日が訪れる。匠と瀬奈は兼元家の面々からサプライズの結婚式をプレゼントされる。匠と瀬奈はお互いに永遠の愛を誓う。

### 静流ルート
静流は祖父・正宗 晋海に将棋で勝つことを目標にしていた。匠に将棋の知識があることを知った静流は、匠に将棋を教わり始める。後に晋海に将棋で勝った静流は、お礼として匠を買い物に誘う。恩返しをより望む静流は、匠にテーブルマナーと薙刀術を教え始める。正宗家との交流が深まっていく中、匠は晋海が静流に様々な経験をさせたいと考えていることを知る。やがて2人は互いに恋心を抱き、告白に至る。
そんな折に朱里の体調が回復する。匠の影武者生活が終わりを迎え、本物の朱里が学院に通うようになる。匠の友人達には入れ替わりが悟られず、朱里は学院生活を平穏に過ごす。ところが、朱里が静流とデートした際に入れ替わりが発覚する。晋海は匠を問いただして入れ替わりの理由を探るが、兼元家をかばって匠は一人で罪を被る。最後の別れをしに匠が静流に会いに行くと、これから他の人を好きになることは出来ないから責任を取れと静流は匠に迫る。匠は静流の召使となり、正宗家に悟られぬように静流に仕える生活が始まる。
匠が新しい生活に慣れ始めた頃、学院では新校舎を建てるという企画が提案される。その提案では、匠と静流の思い出がある不動庭園が取り壊されることになっていた。匠と静流は計画を阻止することを決める。不動庭園の価値と魅力を伝えるため、匠と静流は不動庭園にて宴会の開催を企画する。開催に向けて奔走する2人の姿を見て、徐々に協力者が増えていく。宴会は盛況のうちに幕を閉じ、不動庭園の取り壊しは取り止めになる。宴会中に晋海に呼び出された匠は、静流との交際を認めたことを伝えられる。

### ひなたルート
匠・ひなた・麻夜・真琴・虎徹の5人で街へ遊びに行ったのをきっかけとして、匠が朱里に入れ替わっていることが麻夜・真琴・虎徹に発覚してしまう。匠は友人達に事情を問いただされるも無言を貫き通し、友人達はショックを受ける。匠は事情は明かせないが自分が朱里として学院に通うことを見逃して欲しいと友人達に伝える。今まで通りに接することは出来ないと友人達は述べるが、匠が学院に通うことは見逃すことになる。匠が学院で孤立する中、ひなたと麻夜・真琴・虎徹の交流は続いていく。ひなたは友人達に問い詰められ、匠が学院に通う事情を明かしてしまう。明かされた事情に納得した友人達は、匠との交流を再開する。
一連の騒動の中でお互いに恋心を自覚した匠とひなたは、告白を経て付き合い始める。しかしそこに、元重グループ総帥である、ひなたの祖父が立ちはだかる。匠の正体を知っていた祖父は、匠を脅してひなたと別れるように迫る。匠は脅しに屈せず、ひなたと付き合い続けることを選ぶ。兼元家に迷惑が掛からないように影武者の仕事を匠は辞め、ひなたと祖父のいる元重家に赴く。匠はそこで祖父と対峙し、覚悟を認められて条件付きで交際を続けることになる。匠は学院卒業と同時に元重グループの企業に入り、仕事で結果を出せなければ交際を諦めると約束する。
時間が流れ、匠の影武者生活最後の日。匠は友人達に打ち明けずに学院を去ろうとする。しかし、ひなたは匠が去ることを友人達に伝えていた。友人達と再会を誓った後に匠は学院を去る。さらに月日が流れ、匠とひなたは子供を儲ける。ひなたの父の下で働き始めた匠は仕事で結果を出し徐々に認められるようになっていく。

### 麻夜ルート
麻夜は虎徹を除く友人達には実家が暴力団であることを隠していた。紆余曲折を経て麻夜は実家のことを友人達に打ち明ける。ひなたも真琴もそれを受け入れ、友達のままでいてくれることになる。しかし、匠だけは「友達でいられない」と述べる。麻夜に恋心を抱く匠は、それ以上の関係を望むようになっていた。匠の言葉に麻夜は傷付くと同時に匠への恋心を自覚する。
麻夜との交際を望む匠は、麻夜に自身が藤島匠であることを打ち明けて告白することを決める。兼元家に相談すると、告白が受け入れられなかった場合には入れ替わりを秘密にしかつ学院を去ることを条件に告白の許可が下りる。匠が秘密と恋心を麻夜に告白すると見事に受け入れられ、2人の交際が始まる。
交際が始まった頃、匠は茅明に懇願し鍛錬を始める。ある日、娘の交際を知った麻夜の父が学院を訪れる。匠は麻夜の父と対峙する。麻夜の父は暴力に訴え、匠に交際を止めるよう迫る。繰り返される暴力に耐えた匠は麻夜の父に認められ、交際が許される。
月日は流れ、麻夜が学院を卒業するのに合わせて匠と麻夜は結婚をする。麻夜は実家の会社に入り、後に会社でも組でも正式に後継者として認められる。

## 登場人物

### メインキャラクター
藤島 匠（ふじしま たくみ）
本作の主人公である少年。「若い頃にこそ苦労をすべき」という親の教育方針に従い、アルバイトで生計を立てながら一人暮らしをしていた。自分と瓜二つの少年・朱里との出会いをきっかけにして、大富豪の子女が通う六麓学院に転入することになる。元いた学園では3年生だったが、六麓学院では1年生である。様々なアルバイトを経験してきたために知識が豊富であり、金銭感覚もしっかりしている。
兼元 灯里（かねもと あかり）
声 - 真中海 
兼元グループのお嬢様。主人公である匠と瓜二つな弟・朱里がいる。六麓学院の2年生であり、学院では匠の先輩にあたる。私生活では、朱里の影武者を演じる匠と同居生活を送っており、匠とは「年下の姉」という特殊な関係となっている。真面目で責任感が強い性格である。猫舌であり、熱い飲み物が苦手という欠点を持つ。
月山 瀬奈（つきやま せな）
声 - 五行なずな 
兼元家にメイドとして勤めている少女。六麓学院の3年生であり、匠にとっては「同い年の先輩」という関係になる。メイドを務めているだけあって家事に長けている。しかし料理の腕前は微妙で、高級食材を使っても普通の味の料理になってしまうという特徴がある。優しい性格だが妄想癖がある。趣味は下着集めで、将来の夢は一流のメイドになることである。
正宗 静流（まさむね しずる）
声 - 夏野こおり 
六麓学院の2年生であり、匠の先輩である少女。実家である正宗家は小売業を営んでいる。箱入り娘であるため常識に疎い面があり、庶民の生活に興味を抱いている。男性とあまり接したことがなく、会話をするとすぐに照れてしまう。困っている人間を見捨てることができないという、世話焼きで優しい性格である。一代で正宗家を再興した祖父を尊敬している。
国広 ひなた（くにひろ ひなた）
声 - 佐々露香 
匠の同級生である少女。匠が公立学校に通っていたときの後輩でもある。庶民的な家庭で育ったが、大富豪である祖父母と不仲であった両親が祖父母と和解したために、上流階級の生活を送ることとなった。性格は明るく、喜怒哀楽がはっきりとしている。元庶民であるために上流階級の生活に馴染めず、高級料理を食べるとお腹を下してしまう。
長光 麻夜（ながみつ まや）
声 - 青葉りんご 
匠の同級生である少女。実家は極道である。学園ではほとんど会話をせずに静かに過ごしているが、これは会話が苦手なために緊張しているからである。性格は優しく、義理堅い。また、努力を惜しまない人間であり、成績がよく、家事も得意である。実家の影響から、任侠映画を見るのが趣味である。友人である長曽祢 虎鉄に「お嬢」と呼ばれて慕われている。

### サブキャラクター
安綱 蛍（やすつな ほたる）
声 - みる
六麓学院の教師であり、匠の担任を務める女性。大富豪の子女が通う学院に勤めているが、自身は普通の家庭の出身である。そのため、生徒達のお金持ちっぷりを羨ましく感じている。温厚な性格で、子供っぽい面がある。お酒好きであり、発泡酒をよく飲む。
源 茅明（みなもと ちあき）
声 - 井村屋ほのか
兼元家でメイド長として働いている女性。給仕だけではなく、教育・社長秘書・護衛など多数の仕事を行っている。冷静沈着な性格で、様々な仕事をこなせる有能な女性である。ただし、冷静沈着な茅明にも弱点があり、隠し持つ同人誌が見つかるとしどろもどろになってしまう。
三条 真琴（さんじょう まこと）
声 - 鈴木蘭
匠の同級生である少女。実家は著名なブランドを持つアパレル企業を経営している。細かいことは気にしない性格で、下ネタも平気で口にする。将来の夢はデザイナーになることである。趣味はかわいい女の子の服装をコーディネートすることである。
長曽祢 虎鉄（ながそね こてつ）
声 - 佐藤健吾
匠の同級生である少年。実家は飲料メーカーを経営している。言葉遣いが悪くて態度もよくないが、生来の性格は気弱である。麻夜を尊敬しており、彼女のためならどこにでもついていくと宣言している。
兼元 伊角（かねもと いずみ）
声 - 上州トム
灯里と朱里の父親であり、兼元グループのトップ。六麓学院の理事も務めている。経営者として有能で、仕事には厳しいが、娘である灯里に甘い。
正宗 晋海（まさむね しんかい）
声 - 事務台車
大企業・正宗グループを立て直した辣腕の経営家。静流の祖父である。現在は一線を退いてはいるが正宗グループの会長職を務めており、六麗学園の理事長でもある。昔は厳しい性格だったが、現在は穏やかな性格である。将棋を指すのが趣味である。
兼元 朱里（かねもと しゅり）
声 - 島眞閑
兼元グループの御曹司で、灯里の弟。病弱な体質であり、幼い頃から入退院を繰り返している。夢は父のような立派な経営者になること。性格は優しく前向きで、入れ替わりを楽しんでいる節がある。

## 開発

### 企画
本作は、予め挙げられていたコンセプトを元に、天宮りつによって企画が提案された。
本作のコンセプトは、「お嬢様とメイドさんといちゃいちゃする」である。このコンセプトが決まった経緯を述べる。まず、ゆずソフトは『のーぶる☆わーくす』より前の作品ではお嬢様が通うような学園が舞台のゲームは制作したことがなかった。また、スタッフの中には、メイド好きなユーザーは多いだろうとユーザー視点で考える者や、「メイドさんがいるゲームを作りたい」とクリエイターの視点から考える者がいた。こうした事情から本作のコンセプトが決まった。上記コンセプトを元に改めて天宮りつが本作の企画を提案し、本作の制作が始動した。

### タイトル
「のーぶる☆わーくす」というタイトルの決定は難航した。企画会議では「嬢々に奇妙な関係」などネタ的なタイトルも候補に挙がった。後に「高貴な」という意味の「noble」と「仕事」という意味の「work」を組み合わせた「NOBLE WORKS」が候補に挙がり、最終的には「NOBLE WORKS」を平仮名にし、ノリや雰囲気から「☆」を加え、「のーぶる☆わーくす」というタイトルに決定した。ちなみに、スタッフからは「ぶるくす」という略称で呼ばれている。

### スタッフ
企画を担当したのは、ゆずソフトの処女作から毎回シナリオを担当している天宮りつである。
シナリオを担当したのは、天宮りつ、『天神乱漫 -LUCKY or UNLUCKY!?-』でもシナリオを担当した北川晴、ゆずソフトの作品に初参加のJ・さいろーである。
原画は、作中の登場人物である月山 瀬奈・国広 ひなた・長光 麻夜をむりりんが、同じく登場人物の兼元 灯里・正宗 静流とサブキャラクター全員をこぶいちが担当した。SD絵はこもわた遙華が担当した。
オープニング主題歌とエンディング主題歌はFamishinが担当し、BGMはAngel Noteが担当した。
ムービーはろどが担当した。
オープニング主題歌のボーカルは、ゆずソフトの『のーぶる☆わーくす』以前の作品と同様に榊原ゆいが担当した。
担当声優はオーディションではなく、役に合う声優をスタッフが選んで決めた。

### 特徴
本作の特徴として、主人公とヒロインの特殊な関係・生演奏で収録されたBGM・システム面の改善などが挙げられる。
本作では主人公は年齢を偽って名門校に通うことになるので、「年下のお姉さん」や「後輩の同級生」など、ヒロイン達と特殊な関係になる。また、主人公はヒロイン達に影武者とばれてはいけないという制約も特殊な関係を生む一因となっている。
作中では30曲のBGMが使われている。BGMはAngel Noteの手により作品に合わせて高級感を意識して制作され、弦楽器や管楽器の生演奏で収録された曲も存在する。
本作ではシステム面での強化が図られており、任意のシーンまで戻れる巻き戻し機能が追加され、セーブデータ数もデフォルトの90から最大で990まで増やすことが可能である。また、背景画像には前作の登場人物が遊び心として描かれている。

### 広報活動
広報活動として、ホームページ・Twitter・ゲーム情報誌での情報公開や、他ブランドとのキャンペーン、キャラクターソングの発売などが行われた。
作品の発表は、2010年6月21日に公式サイトが公開される形で行われた。公式サイト上では、「お嬢様と一緒に暮らすだけの簡単なお仕事です（未経験者可）」というキャッチコピーが使われ、後にホームページやブログ用の応援バナーが配布された。また、同時期の2010年6月には、ゆずソフトのTwitterが本格的に稼働した。
ホームページでの作品発表に続く形で、ゲーム情報誌（『DENGEKI HIME』の2010年8月号や『PUSH!!』の2010年9月号など）でも情報が公開された。
2010年8月から10月にかけて、前作の『天神乱漫 -LUCKY or UNLUCKY!?-』同様にゲームの発売に先駆けてメインヒロイン5人のキャラクターイメージソングが発売された。2010年10月29日からは、Lump of Sugarの作品である『Hello,good-bye』との合同バナーキャンペーンが行われた。

## 主題歌
オープニング主題歌「Change&Chance!」
作詞 - 榊原ゆい / 作曲 - Famishin / 編曲 - NGTA (Angel Note) / 歌 - 榊原ゆい
エンディング主題歌「光差す未来」
作詞 - 霜月はるか / 作曲 - Famishin / 編曲 - 井ノ原智 (Angel Note) / 歌 - 霜月はるか

## 反響
本作は様々なランキングにランクインしている。
『Getchu.com』の月間げっちゅ投票「このゲームはプレイしとけ!」では2010年12月作品の1位に選ばれた。また、『Getchu.com』の「美少女ゲーム大賞2012」では総合部門で7位、シナリオ部門で11位、システム部門で7位、グラフィック部門で6位、ミュージック部門で14位、ムービー部門で2位、エロ部門で7位に選ばれた。同じく『Getchu.com』の「2010年・年間セールスランキング」では11位を獲得した。
『BugBug』の「2010年読者が選ぶ美少女ゲーム年間ランキング」では総合部門で22位、エッチ部門で34位、シナリオ部門で22位、ヴォイス部門で17位に選ばれた。また、『BugBug』による「2010年セールスランキング」では12位を獲得した。
一部の登場人物は美少女ゲーム雑誌上の人気投票にてランクインしている。
- 兼元 灯里は『BugBug』の「2010年読者が選ぶ美少女ゲーム年間ランキング」にてキャラクター部門で12位に選ばれた[38]。
- 月山 瀬奈は『Getchu.com』の「美少女ゲーム大賞2010」にてキャラクター部門で2位に選ばれた[39]。
- 長光 麻夜は『BugBug』の「2010年読者が選ぶ美少女ゲーム年間ランキング」にてキャラクター部門で30位に選ばれた[38]

## 関連商品

### CD
のーぶる☆わーくす オリジナルサウンドトラック
2011年4月22日に発売された、本作のサウンドトラック。作中で使われた主題歌とBGMが全曲収録されている。
のーぶる☆わーくす キャラクターソングVol.1 「兼元 灯里」
2010年8月27日発売。灯里のキャラクターソング・「恋の爆弾」が収録されている。
のーぶる☆わーくす キャラクターソングVol.2 「月山 瀬奈」
2010年9月10日発売。瀬奈のキャラクターソング・「お仕事します」が収録されている。
のーぶる☆わーくす キャラクターソングVol.3 「正宗 静流」
2010年9月24日発売。静流のキャラクターソング・「誰にも言えない秘密です」が収録されている。
のーぶる☆わーくす キャラクターソングVol.4 「国広 ひなた」
2010年10月8日発売。ひなたのキャラクターソング・「だっしゅ☆」が収録されている。
のーぶる☆わーくす キャラクターソングVol.5 「長光 麻夜」
2010年10月22日発売。麻夜のキャラクターソング・「青い鳥」が収録されている。

### 書籍
のーぶる☆わーくす オフィシャル・ビジュアルファンブック
2011年4月22日に発売された、本作のビジュアルファンブック。ゲーム内の原画やSD原画だけでなく、設定資料やキャラクターの初期案などが掲載されている。また、事前にユーザーから募集した質問に製作スタッフが答える座談会も収録されている。